# Dasypogon silanus
Dasypogon silanus är en tvåvingeart som beskrevs av Walker 1849. Dasypogon silanus ingår i släktet Dasypogon och familjen rovflugor. Inga underarter finns listade i Catalogue of Life.